# Zhao Yuan

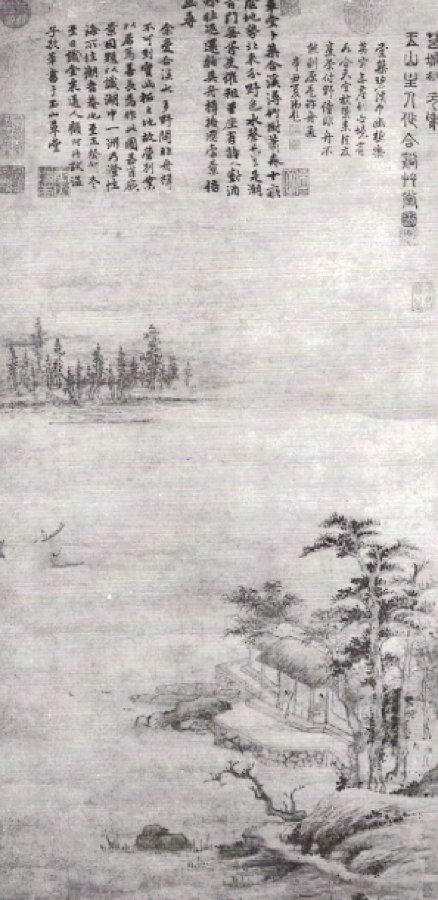
Pavillon à toit de chaume par Zhao Yuan.

Zhao Yuan ou Chao YÜan ou Tchao Yuan, surnom: Shanchang, nom de pinceau: Danlin est un peintre chinois du XIVe siècle, originaire du Suzhou (ville de la province du Jiangsu à l'est de la Chine). Ses dates de naissance et de décès ne sont pas connues, mais sa période d'activité se situe autour de 1370.

## Biographie
Zhao Yuan est un peintre de paysages dans le style de Dong Yuan, c'est un ami de Ni Zan. Pendant l'ère Hongwu,il est appelé à la cour par l'empereur pour faire le portrait des Anciens éminents; refusant cette proposition qui s'avère être un ordre, il encourt la colère impériale et il est condamné à mort.

## Peintres de la fin des Yuan
À côté de ces paysagistes de la fin des Yuan aux styles fortement personnels, il en existe d'autres dont les réalisations sont plus modestes mais toujours respectables, et qui fusionnent les innovations de l'époque dans un style de paysage cohérent et maniable que perpétuent plus tard les artistes lettrés du début des Ming. Zhao Yuan est l'un d'entre eux, il est principalement actif à Suzhou où il sert de conseiller militaire à Zhang Shicheng (1321-1367) quand ce dernier occupe la ville. Zhao Yuan est  ami de Wang Meng et de Ni Zan en particulier avec qui il réalise en 1373 un rouleau portatif (maintenant perdu) représentant le Bois des Lions (Shizi Lin] de Suzhou, avec ses célèbres jardins de rocaille.

## Peintres de cour au début des Ming
Sous la dynastie mongole, le patronage impérial reste limité à la cour. Des groupes de lettrés s'efforcent d'assurer la survie des traditions essentielles. Il n'existe à la capitale ni institutions académiques, ni bureau des arts. À l'exception de l'iconographie religieuse liée au culte lamaïste, la peinture n'intéresse en aucune manière les milieux dirigeants. Avec l'accession au pouvoir d'une dynastie nationale, la situation change. Conscient du prestige que le développement des arts peut apporter à l'État nouveau, Hongwu s'efforce d'attirer à la Cour des artistes éminents. Mais la soumission qu'il exige des peintres de Cour n'est guère conciliable avec la liberté nécessaire à la création. L'empereur est lui-même calligraphe; il peint non sans vigueur et ne souffre pas qu'une peinture ne réponde pas à ses conceptions.

## Justice impériale
Zhao Yuan connaît une fin tragique lorsqu'il est appelé à la cour au début des Ming, où il se voit confier la tâche de peindre des portraits d'anciens dignitaires — recette éprouvée pour la nouvelle dynastie d'établir sa crédibilité confucéenne en instaurant des modèles propres à inspirer l'émulation. Zhao Yuan qui n'a aucune formation professionnelle et doit être au mieux un portraitiste amateur, n'a pas l'heur de plaire à l'empereur Hongwu (Zhu Yuanzhang), et il est exécuté,.

## Despotisme impérial
Wang Meng meurt en prison par décision impériale. Pour avoir déplu à l'empereur dans la représentation qu'il fait de héros des temps anciens, Zhao Yuan est décapité. Soupçonné d'allusion satirique à l'égard du prince, Gao Qi (1336-1374), un grand poète et un patriote, est coupé en deux. Le comportement despotique de ce maître implacable peut difficilement servir l'art. Assujettis aux caprices du souverain, les peintres académiciens le sont aussi à des modes héritées du passé. Plus se prolonge leur séjour à la Cour, plus il leur est difficile de se trouver eux-mêmes.

## Œuvre décrite
Pavillon à toit de chaume de Hexi est une œuvre datant de jours meilleurs, peinte en 1363 pour Gu Dehui, ou Gu Aying (1310-1369), un riche érudit et protecteur des lettres qui accueille nombre de réunions remarquables de poètes et artistes dans sa maison de campagne des monts de Jade, à Kunshan. En 1356, Gu Déménage dans une retraite lointaine et solitaire, à Hexi, pour éviter d'être entrainé dans le gouvernement de Zhang Shicheng, qui lui offrait un poste préfectoral. C'est ce lieu de retraite de Hexi que peint Zhao Yuan dans cette œuvre délibérément placide; en haut, à droite, il écrit le titre et appose sa signature dans le style archaïque de l'écriture de sceaux. L'inscription la plus longue est de Gu Dehui lui-même, qui déclare aimer cet endroit pour son isolement : il n'est accessible que par bateau et difficile à trouver, un refuge contre les collecteurs d'impôts.
Zhao Yuan accentue l'éloignement du lieu en déployant l'étendue d'eau dans la profondeur et en faisant du « Pavillon à toit de chaume » de Gu la seule habitation humaine visible, en dehors d'un groupe de maisons que l'on aperçoit vaguement derrière des arbres sur la rive la plus éloignée. Le maître de cette retraite apparaît à l'intérieur, rejoint par un nouvel arrivant muni d'un bâton; deux autres déambulent au pied des arbres, ce qui montre que Gu n'est pas un véritable reclus mais garde son habitude de recevoir des amis lettrés. Trois pêcheurs dans des bateaux, vers la gauche, ont l'air de sortir d'une peinture de Zhao Mengfu. Ce décor, qui paraît si rebattu, est loué dans l'inscription de Gu Dehui pour sa ressemblance avec le lieu réel; et sans doute réussit-il vraiment à évoquer, pour un esprit cultivé exercé aux conventions des artistes lettrés de l'époque, l'ambiance de la villa de Gu au bord du lac, refuge temporaire contre les tourments politiques et militaires du monde extérieur.

## Musées
- Honolulu: (Acad. of Art):
  - Lecture dans les montagnes estivales, d'après Dong Yuan, signé.
- Shanghai:
  - Pavillon d'herbe à Hexi ou Pavillon à toit de chaume à Hexi, signé et daté 1363, couleurs légères sur papier, rouleau en hauteur.
- Taipei (Nat. Palace Mus.):
  - Lu Yu préparant le thé, encre et couleurs légères sur papier, rouleau en longueur.
  - Pavillon près d'un ruisseau au pied d'une montagne rocheuse, signé.